# Eugen Fink
Pour les articles homonymes, voir Fink.
Eugen Fink (11 décembre 1905 à Constance - 25 juillet 1975 à Fribourg-en-Brisgau) est un philosophe allemand. Il est l’une des grandes figures de la phénoménologie.

## Biographie
Eugen Fink est né à Constance. Il étudie tout d’abord à Münster et Berlin, puis à Fribourg-en-Brisgau. Il soutient sa thèse sous la double direction de Husserl et de Heidegger. Après le départ à la retraite de Husserl, en 1930, il fait partie du cercle étroit de ses proches.
En 1933, Fink choisit de devenir le secrétaire privé de Husserl plutôt que d’embrasser la carrière universitaire. Il participe à l’élaboration des textes de Husserl.
En 1938, le père Herman Leo Van Breda transfère à Louvain les manuscrits de Husserl. Fink prend part, avec Landgrebe, aux premiers travaux des Archives Husserl nouvellement créées. Lorsque la guerre éclate, tous deux sont internés en France. Après l’invasion, Fink est enrôlé dans l’armée allemande.
Fink soutient son habilitation à Fribourg en 1946. Il enseigne à l’Université et à l’Institut pédagogique de Fribourg. Il est également actif au sein de divers organismes d’éducation populaire.
Il dirige les Archives Husserl de Fribourg, depuis leur fondation en 1950, à 1971, année de sa retraite.
Il meurt d’une attaque en 1975.

## Œuvre
L’œuvre de Fink est inspirée de celles de Husserl et de Heidegger, avec lesquelles elle se confond en partie : Fink a donné des prolongements aux manuscrits de Husserl sur lesquels il a travaillé (les Méditations cartésiennes) et développé des travaux dont Husserl put dire qu’ils ne contiennent « pas une phrase qu[’il] ne puisse [s’]approprier ». En collaboration avec Heidegger, il dirigea lors du semestre d’hiver 1966-1967 un séminaire sur Héraclite resté célèbre (Héraclite : Séminaire du semestre d'hiver 1966-1967).
Il a cependant développé une œuvre propre, sous la forme d’une anthropologie cosmologique. L’homme n’est ni sujet, ni Dasein, mais déterminé par l’édifice du monde : il existe dans l’espace ouvert par le jeu d’une « dialectique cosmologique » du Ciel et de la Terre, du Monde et de la Chose. Fink déploie l’existence de l’homme insérée dans le monde au fil des « phénomènes fondamentaux » du travail, de la domination, de l’amour et de la mort. 
Dans de nombreux articles et conférences, il s’empare de questions ayant trait à l’éducation ou à la technique moderne sur le fond de cette anthropologie.
D’importants essais sur l’histoire de la philosophie, dans lesquels Fink se confronte avec les présocratiques, Kant, Nietzsche et Hegel, s’inscrivent aussi dans cette même perspective.

## Philosophie de Eugen Fink

### La primauté du monde
Pour Fink ,les choses n'apparaissent individuellement que dans un rapport de choses qui se tiennent  et l'ensemble dans un universel rapport global. Fink médite principalement la question de l'origine du monde, qui lui apparaît comme la question phénoménologique fondamentale, selon Natalie Depraz . Fink écrit dans son livre Le jeu comme symbole du monde (p.36) : « ce n'est pas à partir d'un rapport avec un étant intra-mondain, que les dieux et les hommes sont ce qu'ils sont, ils le sont à partir du rapport avec le feu mondain toujours vivant qui donne à chaque chose individuelle le contour fini de son apparence, lui attribue forme, lieu et durée, l'asseoit dans le présent et l'en enlève », cité par Adriano Ardovino.
Eugen Fink constate : que dans tous les modes fondamentaux de l'expérience humaine (je perçois, je me souviens, j'ai rêvé, je pensais), l'intelligibilité première du concept de « monde » est a priorique et prend appui sur une compréhension de l'être-homme comme praxis, agir et liberté, note Raphaël Célis dans la Revue philosophique de Louvain. Toute la « dimension » du monde est affectée par cette conception « c'est toujours sur fond d'une aperception pratique d'un tout finalisé que le monde, entendu comme totalité de l'horizon d'existence, s'avère préalablement découvert et compris ».

### L'anthropologie finkienne
Fink cherche à comprendre notre existence au plus près de notre facticité. Walter Biemel écrit : « L'individu ne voit pas son existence telle qu'il la vit, il la voit avec les yeux des institutions [...] il critique le point de départ d'Husserl, la conscience. La conscience n'est pas la base de notre existence mais la vie sociale en commun. De ce point de vue écrit Pol Vandevelde , Fink apparaît comme l'intermédiaire entre les approches respectives de Husserl et de Heidegger. Pour Husserl il s'agit avec l'intersubjectivité, de clarifier un rapport de consciences. Côté heideggérien « autrui n'est plus considéré comme un objet d'expérience, mais comme une dimension à priori du sens de l'existence humaine ». Pour Fink ce n'est pas la relation à l'être qui est ici au centre, mais la compréhension de l'homme par lui-même ». Selon Pol Vandevelde, Fink tente de résoudre la difficulté du rapport à autrui en ayant recours au concept de communauté.
.

### Le Jeu comme symbole du monde
La puissance fondamentale du Cosmos-Logos qui dans la lignée d'Héraclite, produit tout et qui règle le cours et le changement des choses agit comme (logos) raison mais aussi comme « Jeu ».
Fink qualifie le mouvement du monde de course, la « course du monde », que la pensée primitive décrit comme « le royaume de l'enfant, de l'enfant qui joue, dans lequel le jeu devient la métaphore cosmique pour le tout de l'apparition et de la disparition des choses, des étants, dans l'espace-temps du monde » .
« Retrouvant certaines intuitions centrales d'Héraclite et de Nietzsche, Eugen Fink tente de relier en un tout différencié jeu cosmique et jeu humain; il interroge en ce sens magie et mythes, religions et cultes, philosophie et vie. Dépassant la distinction tranchée entre ludique et sérieux, il voit le monde comme un jeu sans joueur et l'homme comme joueur et jouet ». C'est ainsi qu'il pense établir une parenté entre jeu cosmique et jeu humain.

## Postérité
Restée dans l’ombre de celle de Heidegger, l’œuvre de Fink (surtout l’œuvre tardive) est encore relativement méconnue. Elle a cependant eu une influence importante sur la phénoménologie européenne, notamment francophone.
Les Archives Eugen Fink, fondées en 1981 à Fribourg, conservent l’ensemble des manuscrits de Fink. Une édition critique de ses œuvres complètes a été entreprise en 2004. Vingt-cinq volumes doivent paraître aux éditions Karl Alber.